# Kopete
Kopete è un programma di comunicazione istantanea multiprotocollo, che gestisce i trasporti XMPP, ICQ, AIM, Gadu-Gadu, GroupWise, .NET Messenger Service, SMS, e Yahoo! Messenger. Anche se può funzionare in numerosi ambienti grafici, è designato per essere integrato nell'ambiente desktop KDE.
Secondo la FAQ di Kopete, il nome del programma deriva dalla parola cilena Copete, che si riferisce a bevande alcoliche.

## Protocolli
Kopete permette agli utenti di connettersi ai seguenti protocolli:
- AOL Instant Messenger
- Bonjour
- Gadu-Gadu
- ICQ
- Internet Relay Chat
- XMPP (Google Talk)
- MSN Messenger
- Novell GroupWise
- QQ
- SMS
- Skype (attraverso il Kopete Skype)
- Yahoo! Messenger

## Caratteristiche
- Raggruppamento dei messaggi all'interno di una singola finestra, tramite tab per passare facilmente da una conversazione all'altra;
- Opzione account che permette agli utenti di connettersi con diversi account;
- Alias dei nickname per i contatti;
- Raggruppamento di contatti diversi, dello stesso utente, in un meta-contact;
- Notificazioni personalizzate per i meta-contact;
- Integrazione con KAddressBook e KMail;
- Supporto al logging delle conversazioni;
- Lo stile delle finestre della chat appare tramite XSL e CSS;
- Supporto ad emoticon personalizzate;
- Notificazione personalizzata attraverso: pop-up, suoni, o segnalando il cambio dello status di un contatto;
- Supporto webcam a MSN e Yahoo! messenger;
- Controllo ortografico al volo nelle chat;
- Cifratura automatica dei messaggi con Off-the-Record Messaging;
- Supporto ai trilli di MSN.

## Plugin

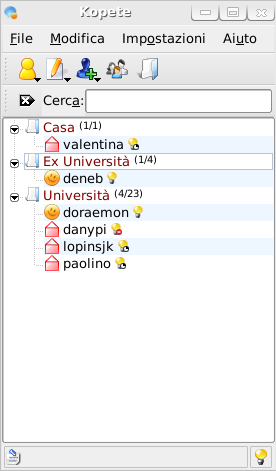
Una schermata di Kopete

Di base, Kopete supporta i seguenti plugin:
- Adesso sto ascoltando (fa sapere che musica stai ascoltando sul computer)
- Alias (aggiunge nomi personalizzati per i comandi)
- Crittografia (cifra i messaggi con PGP e OTR)
- Cronologia (registra tutti i messaggi inviati e spediti)
- Effetto di testo (permette di cambiare l'aspetto del testo)
- Evidenziazione (evidenzia i messaggi che corrispondono a determinati criteri)
- KopeteTeX (visualizza formule matematiche in formato LATEX)
- Netmeeting (permette di scambiare voce e video con il protocollo MSN)
- Note contatto (permette di aggiungere note ai contatti)
- Presenza web (permette di pubblicare le informazioni sulla lista dei contatti su una pagina web)
- Segnalibri (aggiunge i collegamenti presenti nei messaggi in entrata alla lista dei segnalibri)
- Sostituisci automaticamente (sostituzione automatica del testo — ad esempio "xche" in "perché")
- Statistiche (Raccoglie statistiche sulla presenza)
- Stato della connessione (connette/disconnette automaticamente Kopete in base allo stato della rete)
- Traduttore (Traduce le frasi in ingresso ed in uscita da una lingua all'altra)

## Storia del progetto
- 26 dicembre 2001 - Duncan Mac-Vicar Prett inizia a codificare un clone per ICQ in KDE dopo che il protocollo di ICQ cambiò, causando l'impossibilità di LICQ di fare login sul network.
- Dopo poche settimane, nelle quali impararono le API di KDE, Licq fu aggiornato. Duncan progettò un API plugin di base basato su Noatun e rimise a fuoco Kopete come un client multiprotocollo basato sui plugin.
- Nick Betcher si unisce Duncan. Nick codifica un plugin per AIM basato sul kit del motore di AIM, mentre il plugin di ICQ era basato sul motore di KxICQ, chiamato KxEngine. Duncan continua il lavoro sulla parte centrale della libreria e sul plugin di base per .NET Messenger Service, basato sul codice di protocollo di KMerlin.
- 3 marzo 2002 - Kopete 0.2 viene pubblicato.
- 5 aprile 2002 - Kopete 0.3 viene pubblicato. Le nuove funzioni includono un notificatore di eventi, un plugin per IRC da Nick Betcher, Emoticon e la storia della cronologia.
- Vari hacker si uniscono al gruppo, che includono Martijn Klingens, che sarà il responsabile per la conduzione di una profonda ristruttura di Kopete per rendere la manutenzione più facile.
- 1º giugno 2002 - Kopete 0.4 viene pubblicato. Nuovo plugin di XMPP da Daniel Stone. Grandi riscomposizioni furono introdotte grazie a Martijn Klingens e Ryan Cumming.
- 16 giugno 2002 - Kopete 0.4.2 viene pubblicato
- 30 settembre 2002 - Kopete 0.5 viene pubblicato. Attualmente, Olivier Goffart si unisce al gruppo, e diventa responsabile, con Martijn Klingens per creare un plugin per .NET Messenger Service pienamente funzionante. Viene introdotto il nuovo concetto Metacontact. Il precedente plugin per ICQ viene ora basato sul client SIM ICQ.
- 9 febbraio 2003 - Kopete 0.6 viene pubblicato. Viene introdotto un grande insieme di vari plugin.
- 8 agosto 2003 - Dopo un grande ciclo di release viene pubblicato 0.7, con molte nuovi funzioni, come il plugin per il supporto al multi-account. Il plugin di ICQ cambiò il ritorno a una modifica del motore fu codificato da Tom Linksy con l'aiuto di Stefan Gehn, il quale ora viene condiviso con il plugin per AIM. Jason Keirstead ha riscritto il plugin per IRC per farlo fungere come un normale protocollo di Instant Messaging, mentre preserva le caratteristiche di IRC. Matt Rogers crea il plugin originale per Yahoo scritto da Duncan Mac-Vicar Prett pronto per la release.
- 11 agosto 2003 - Kopete 0.7.1 viene pubblicato.
- 31 agosto 2003 - Kopete CVS HEAD viene spostato al kdenetwork per i pacchetti.
- 9 settembre 2003 - Kopete 0.7.2 viene pubblicato. Include il supporto per il nuovo protocollo Msnp9.
- 8 ottobre 2003 - Kopete 0.7.3 viene pubblicato con un supporto per le modifiche al protocollo Yahoo.
- 30 ottobre 2003 - Kopete 0.8 Beta 1 viene pubblicato per dare agli utenti un'idea di cosa ci sarà nella prossima release.
- 11 novembre 2003 - Kopete 0.7.4 viene pubblicato con la riparazione del protocollo per .NET Messenger Service.
- 17 dicembre 2004 - Kopete 0.9.2 viene pubblicato.
- 16 marzo 2005 - Kopete 0.10.0 viene pubblicato e incluso in KDE 3.4.
- 8 agosto 2005 - Kopete 0.10.3 viene pubblicato.
- 13 ottobre 2005 - Kopete 0.10.4 viene pubblicato e incluso in KDE 3.4.3.
- 29 novembre 2005 - Kopete 0.11 viene pubblicato e incluso in KDE 3.5.
- 1º giugno 2006 - Kopete 0.12.0 viene pubblicato.
- 13 luglio 2006 - Kopete 0.12.1 viene pubblicato.
- 11 agosto 2006 - Kopete 0.12.2 viene pubblicato.
- 3 ottobre 2008 - Con l'uscita di KDE 4.1.2, Kopete, arrivato alla versione 0.60.2 ha smesso di supportare il servizio IRC. Al suo posto nella suite di programmi per KDE è entrato Quassel (un altro client IRC).